# 黑色星期五 (1945年)
1945年2月9日，盟军英俊战士式战斗机部队在对德国Z-33号驱逐舰及其护航舰艇的攻击中损失惨重；幸存者将这次行动称为黑色星期五（英語：Black Friday）。德国舰艇隐蔽在挪威弗勒峡湾的一个坚实防御阵地内，迫使盟军飞机必须透过密集的防空火力进行攻击。英俊战士以及为其护航、来自英国皇家空军第65中队的野马Mk.III战斗机遭到德国空军第5战斗机联队的十二架Fw 190戰鬥機拦截。盟军至少击伤了两艘德国军舰，却有七架英俊战士被高射炮击落。另有两架英俊战士和一架野马则被Fw 190击落，而德国也被盟军飞机击落了四到五架，包括王牌飞行员鲁迪·林茨的飞机。
攻击Z-33号及其护航舰艇（而非附近的一群商船）的决定，是英国皇家空军海岸司令部根据海军部的指示做出的。这次损失导致此后攻击商船的优先级高于驱逐舰和小型军舰。另一个野马战斗机中队随即被派去保护在挪威附近作战的盟军飞机免受德国战斗机的攻击。

## 背景

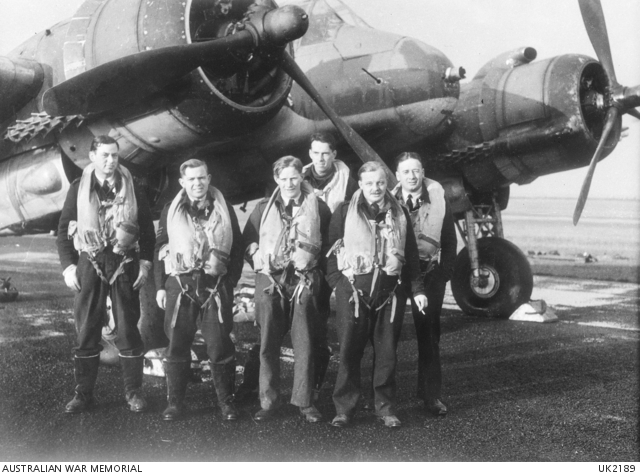
1944年11月，第455中队的机组人员在达拉奇空军基地的一架英俊战士战斗机前合影

随着盟军在法国和东欧战场取得节节胜利，到1944年底，德国的航运只能主要局限于波罗的海下游和挪威水域。这使得挪威诸港成为德国继续展开大西洋海战并与瑞典进行贸易的最后据点。当波罗的海于1944年至1945年冬季结冰时，德国只能从挪威北部的纳尔维克港转运其重要的瑞典进口铁矿石。
由于德国通过挪威水域的海上运输路线变得日益重要，英国皇家空军海岸司令部遂于1944年9月和10月将七个反舰飞机中队从英格兰东部基地调往苏格兰北部。其中配备蚊式轟炸機的三个中队驻扎在班夫空军基地，而下辖四个英俊战士重型战斗机中队的一个大队则驻扎在达拉奇空军基地。达拉奇大队由英国皇家空军第144中队、加拿大皇家空军第404中队、澳大利亚皇家空军第455中队和新西兰皇家空军第489中队组成。它们都是曾多次在北海上空参加反舰作战的老手。
班夫大队的攻击很快便迫使沿挪威海岸航行的德国船只只能在夜间航行，白天则躲在峡湾深处，这样它们就很难受到攻击。为了寻找德国船只，两个大队几乎每天都派出飞机，沿着从斯卡格拉克到特隆赫姆的挪威海岸线巡逻。海岸司令部各中队制定了一项战术，即在巡逻主体出发之前先派出两架“先锋”；这些飞机由经验丰富的机组人员驾驶，深入峡湾寻找可能不会被其他飞机发现的船只。到1944年12月，巡逻队也定期由英国皇家空军的野马Mk.III战斗机护航，并由沃里克海空救援机伴飞。但通常只有一个野马中队可供调遣，因为这些远程战斗机需要为重型轰炸机对德国的日间空袭提供护航。德国战斗机自12月开始在挪威海岸附近出没，从月底起，盟军在挪威附近的大队规模行动经常受到多达三十架战斗机的攻击。1945年3月，德国空军共有八十五架单发飞机和约四十五架双发飞机，在特隆赫姆以南的十或十二个机场作战。

## 前奏
在1945年的头几个星期，由于天气恶劣，盟军的攻击大队很少执行任务。1月15日，班夫大队在袭击挪威城镇莱尔维克时遭到德国第5战斗机联队第三大队的三十架Fw 190戰鬥機拦截。双方各有五架飞机被击落。到2月9日，第5战斗机联队的第9和第12中队入驻卑尔根附近的海尔拉，距离弗勒峡湾以南仅有约105（65英里）。这些部队均配备有Fw 190战斗机，其中第12中队由鲁迪·林茨少尉指挥，他是一名28岁的王牌飞行员，拥有69次歼敌战绩。
德国“纳尔维克级”Z-33号驱逐舰于1943年2月入役，自同年7月开始移驻挪威水域，并数次参与作战行动。它是最后一艘从挪威北部撤离的德国驱逐舰，于1945年2月5日启程回国。姊妹舰Z-31号则是早前于1月28日的行动中严重受损，在卑尔根完成了初步维修，计划与它共同穿越波罗的海。但Z-33号于2月7日在布鲁湾（Brufjord）搁浅，左舷桨轴和螺旋桨受损，两台发动机失灵。它被拖往特隆赫姆进行紧急维修，途中于2月9日白天连同两艘拖船选择在弗勒峡湾避险。

## 战斗

### 初期
2月9日上午，第489中队的两架英俊战士在挪威海岸执行巡逻任务。两架飞机首先在斯通峡湾（Stongfjord）发现了一艘约1,500总吨的商船；进一步北行后，他们惊奇地发现一艘纳尔维克级驱逐舰、一艘扫雷舰和两艘哨艇出现在弗勒峡湾。飞机继续巡逻，又在居伦以北发现五艘大型商船、在布雷芒厄附近发现两艘扫雷舰和一艘哨艇。尽管飞行员们感到惊讶，但盟军司令部早已从代号为“厄尔特拉”的信号情报中知悉Z-33号在该地区出没。
达拉奇大队处于戒备状态，随时准备攻击侦察巡逻队发现的任何舰船。尽管由五艘商船组成的集群极易受袭，是个值得攻击的目标，但海岸司令部的作战隶属于海军部指挥，并受到其决策的约束，即优先攻击军舰而非商船。即便驱逐舰及其护航舰艇都受到良好保护，处于飞机难以企及的位置，达拉奇大队依然被派去攻击Z-33号。

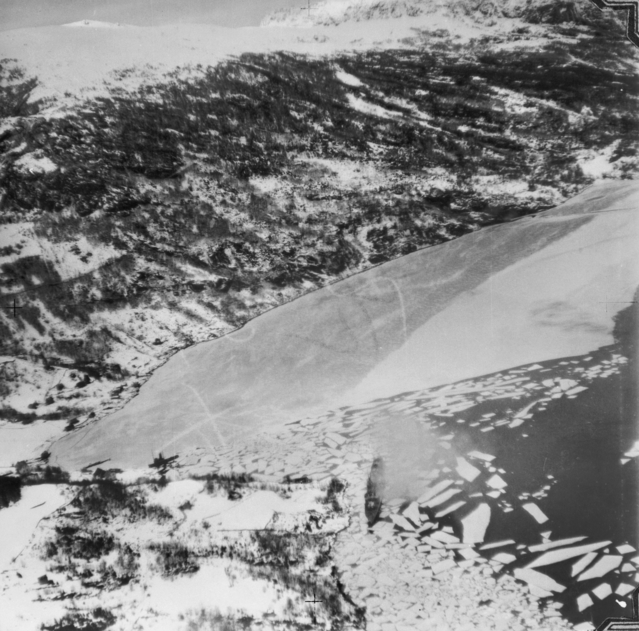
1945年2月9日上午，Z-33号和另一艘德舰被发现后驶向的位置

在1944年10月之前一直指挥第455中队的皇家空军中校杰克·达文波特，此时是英国皇家空军第18联队的参谋，他策划了对Z-33号的攻击。其方案要求两架“先锋”在主力部队之前先确认德国舰艇的位置。英俊战士随后将抵达德军锚地以东，再转向西行攻击舰艇，然后越过大海逃逸。达文波特试图将盟军伤亡降到最低，但德国舰艇身处狭窄且设防的峡湾内，这意味着是次行动本身就存在风险。突击队长为时年25岁的科林·米尔森（Colin Milson）中校，他是第455中队的指挥官，曾在地中海和北海对意大利与德国舰船进行过多次反舰作战。米尔森对发动一场可能代价高昂的突袭持保留态度，特别是考虑到战争显然即将结束，但他还是执行了攻击Z-33号的命令。
德国舰群在被发现后继续沿着弗勒峡湾航行，准备迎接盟军的进攻。Z-33号和它的几艘护航舰艇锚泊在比约克达尔村庄对开、陡峭的峡湾南坡附近。其它舰艇则在用炮火击碎浮冰后至北岸附近下锚。这片锚地还受到峡湾岸上的高射炮保护。

### 攻击

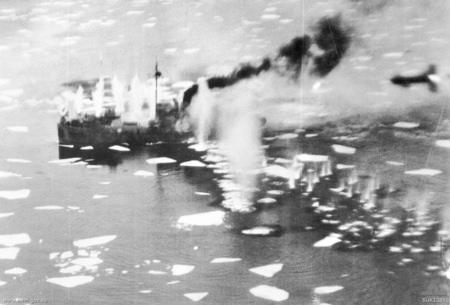
一艘德舰在弗勒峡湾遇袭

2月9日13:30，米尔森率领三十一或三十二架英俊战士从达拉奇起飞。这支突击部队还得到了第65中队的十或十二架野马战斗机和第279中队的两架沃里克海空救援机的增援，后者携带有救生筏可协助任何迫降的机组人员。达拉奇大队的全部四个中队都为这支部队提供了飞机。其中第404和第455中队的英俊战士装备有RP-3型火箭弹，而第144中队和第489中队的英俊战士只装备了四门20毫米机炮和六挺机枪。
当攻击群于15:40越过挪威海岸后，两架分别隶属第144中队和第489中队的英俊战士从主力部队中分离出来，作为“先锋”向前推进。两架侦察兵穿过弗勒峡湾，接近当天早上发现德国舰只的地方。十分钟后，他们向米尔森发送了一条无线电信息，表示并未看到相关舰艇。“先锋”随后转向东方，飞越弗勒镇，然后搜索北部的下一个峡湾；在弗勒峡湾附近飞行期间，他们依旧没有发现德国舰艇所在的新位置。隶属德国第5联队辖下的第9和第12中队则于15:50从海尔拉起飞，受命攻击达拉奇大队及其护航机。
数分钟后，突袭的主力到达弗勒峡湾南岸，继续向北飞行。令他们吃惊的是，盟军飞机直接从德国舰艇上空飞过，并遭到高射炮的猛烈射击，尽管没有飞机被击中。米尔森调转部队向右，按计划从东向西攻击舰艇，但峡湾的陡壁能够保护Z-33号免受来自这个方向的攻击。米尔顿遂率领部队向西逼近峡湾口，命令英俊战士自西向东接力进攻。此举要求飞机飞到德军防御阵地的正面，然后越过陡峭的山脉逃离。峡湾狭窄的界限也意味着英俊战士必须从一个方向单独攻击，而不是像往常那样以集群方式覆没德军防线。
16:10左右，米尔森带领第一批英俊战士进入弗勒峡湾。他的飞机在攻击一艘哨艇后毫发无损地逃脱了，其他英俊战士也跟随他进入峡湾。大约同一时间，十二架Fw 190抵达现场，穿过德军的高射炮火，拦截轮候攻击的英俊战士。野马措手不及，但还是俯冲下来拦截德国战斗机。共有逾50架飞机参与了空中缠斗或俯冲攻击德国舰艇；这是有史以来在挪威上空进行的最大规模空战。
战斗一直持续至16:25。到那时，德国舰艇已经击落了七架英俊战士，Fw 190也击落了另外两架英俊战士和一架野马。盟军的损失包括第404中队十一架飞机中的六架。德国人杀害了14名盟军飞行员，另有4人沦为战俘。盟军则击伤了Z-33号和其他几艘德国舰艇，并击落了四到五架Fw 190。林茨和另一名德国飞行员丧生。德国海军的死亡人数还包括Z-33号舰上的4名船员和武装拖网船VP-6808号船上的3名船员；两艘舰船都在袭击中受损。其他德国舰艇上可能也有人员伤亡。

## 后续

一架第144中队的美丽战士在遭到Z-33号和Fw 190的攻击后，至达拉奇空军基地以机腹着陆

离开弗勒峡湾地区后，幸存的英俊战士返回达拉奇空军基地，当中许多都严重受损。有几架英俊战士难以安全着陆，包括两架因起落架损坏而以机腹着陆，但没有造成进一步损失。空中和地勤人员对损失的规模感到震惊，将这场战斗称为“黑色星期五”。达拉奇大队于2月9日遭受的损失是战争期间，海岸司令部辖下突击联队在单次行动中遭受的最大损失。
许多德国战斗机由于燃料和弹药不足，也于16:25左右撤离并返回基地。2月9日至10日夜间，德国舰群离开弗勒峡湾，继续前往特隆赫姆。随后，盟军另一支突击联队对这些舰艇的攻击也以失败告终。Z-33号于2月11日抵达特隆赫姆，经过维修后于3月26日启程前往德国，至4月2日平安回到斯维讷明德。由于海军缺乏运行所需的燃料，该舰没有参与任何进一步的战斗，并于4月下旬在布伦斯比特尔退役。
在突袭弗勒峡湾期间遭受的损失导致海岸司令部突击联队改变战术。行动过后，海军部同意了海岸司令部司令、空军上将肖尔托·道格拉斯爵士的建议，将攻击商船的优先级置于驱逐舰和小型军舰之上。从3月初开始，第二个野马中队也被调去保护在挪威附近作战的海岸司令部飞机。1945年7月13日，米尔森因其在突袭弗勒峡湾行动中的领导能力和勇气而被授予带挂条的杰出服务勋章，嘉奖状称这是一次“出色执行的行动”。
战后，挪威举行了纪念此次空袭的活动。1985年5月8日，即挪威解放四十周年之际，一座为纪念在战斗中牺牲机组人员的纪念碑在弗勒镇落成。这座纪念碑后来被移至卑尔根机场。奈于斯特達爾的空战博物馆还收藏了与这场战斗有关的照片、地图、飞机零件和其他文物。

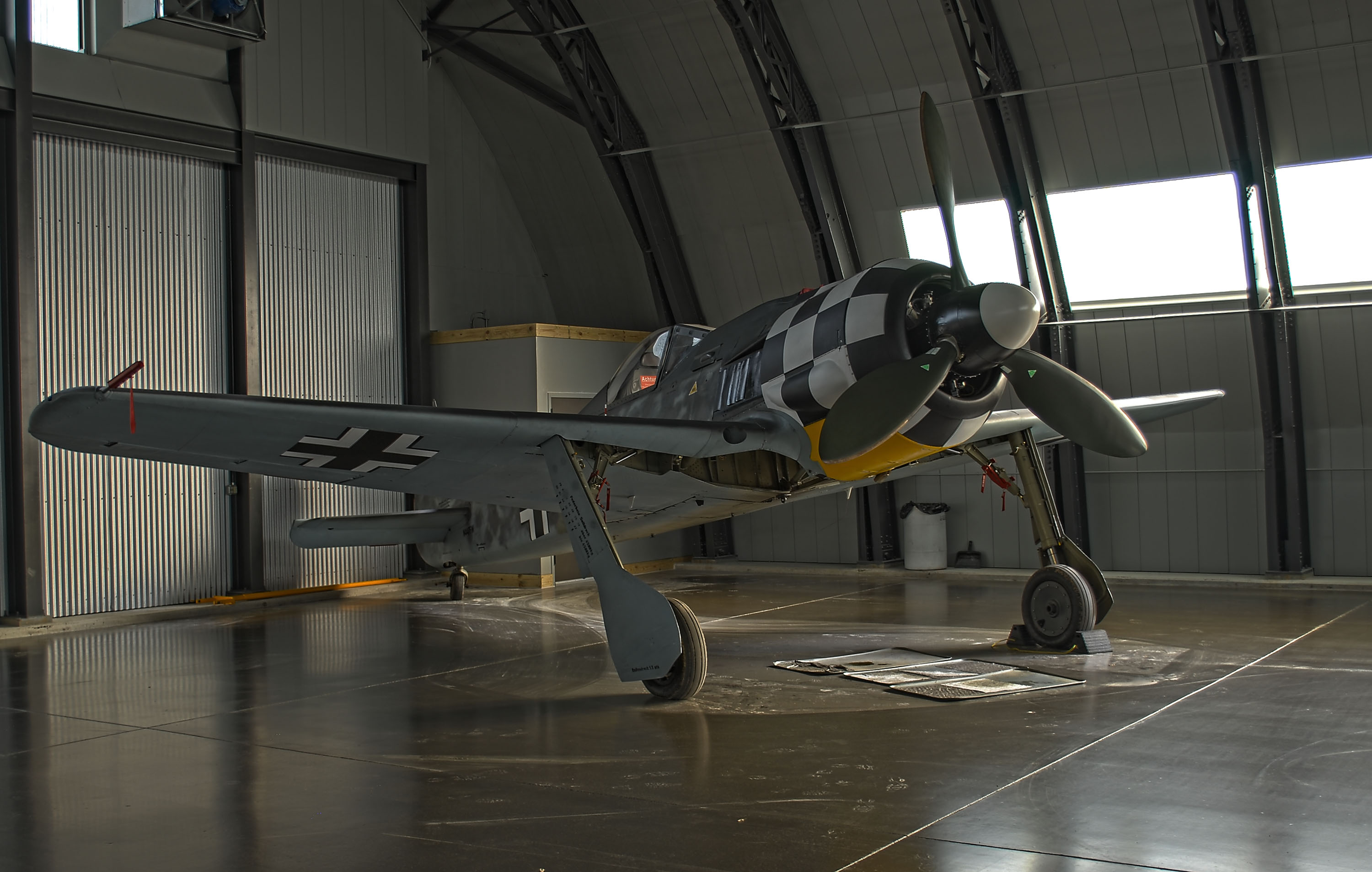
鲁迪·林茨在战斗中驾驶的Fw 190复制品，陈列于庞戈军事航空博物馆（2012年）

两架曾与英俊战士和野马战斗机作战的德国第5联队Fw 190被留存下来，其中一架是F型机身，建造序列号为931 862，它在“黑色星期五”空战中坠毁，于1983年9月被发现并复原。该飞机位于美国斯托，一直由基西米的“白色1号基金会”（White 1 Foundation）进行修复，以恢复可完全安全飞行的状态，直到2012年转移到马萨诸塞州的柯林斯基金会场地，完成最后的适航工作。2005年，当它还在基西米时，其最后一位飞行员、前德国空军士官海因茨·奥洛夫斯基（Heinz Orlowski）参观了它，并坐上他原本的驾驶舱里。这距离奥洛夫斯基最后一次驾驶这架飞机已经过去了大约六十年，距离他2010年离世也只剩5年。另一架是留存下来的是Fw 190A-8，编号为732 183，由鲁迪·林茨在交战中驾驶。2014年，他的Fw 190A-8在美国庞戈的军事航空博物馆的科特布斯机库中展出。博物馆如今在此机库中藏有经过部分修复、采用第5联队第12中队修正涂装的“蓝色4号”（AGO Werks No. 732 183）飞机文物。
六十年后，海洋考古学家罗布·龙多（Rob Rondeau）及其潜水团队发现了几处英俊战士的坠毁地点。一处地点获颁紀念牌匾，参加了那次行动的加拿大飞行员赫伯特·拉姆斯登（Herbert Ramsden）以及在当地牺牲的一名飞行员的胞妹也到场出席了相关活动。

## 脚注

### 引用
1. ↑  Goulter，第234–235頁.
2. 1 2  Milson，第50頁.
3. ↑  Herington，第368–373頁.
4. ↑  Herington，第373–376頁.
5. ↑  Roskill，第280頁.
6. ↑  Goulter，第245–246頁.
7. 1 2 3 4 5 6  Milson，第51頁.
8. ↑  Bowman，第77頁.
9. ↑  Nesbit，第224–225頁.
10. 1 2 3  Koop & Schmolke，第114頁.
11. ↑  Roskill，第254頁.
12. 1 2 3  Parry，第47頁.
13. ↑  Nesbit，第219頁.
14. ↑  Nesbit，第220頁.
15. ↑  Alexander，第180頁.
16. 1 2 3  Alexander，第181頁.
17. ↑  Alexander，第181–182頁.
18. 1 2 3 4 5  Milson，第53頁.
19. 1 2  Alexander，第182頁.
20. 1 2 3 4  Nesbit，第221頁.
21. ↑  Ashworth，第122頁.
22. 1 2  Greenhous，第472頁.
23. 1 2 3 4  Nesbit，第224頁.
24. 1 2 3 4 5  Goulter，第254頁.
25. 1 2  Milson，第52頁.
26. 1 2 3  Nesbit，第225頁.
27. 1 2 3 4 5  Milson，第54頁.
28. 1 2 3 4  Greenhous，第473頁.
29. ↑  Nesbit，第226–228頁.
30. 1 2  Nesbit，第228頁.
31. ↑  Milson，第54–55頁.
32. ↑  Parry，第50頁.
33. ↑  Nesbit，第228–230頁.
34. 1 2  Milson，第55頁.
35. 1 2  Goulter，第255頁.
36. ↑  . 倫敦憲報 (Supplement). 1945-07-13.
37. ↑  . goNorway.   [2010-10-31]. （原始内容存档于2019-08-12）.
38. ↑  . About Naustdal. Naustdal Kommune.   [2010-11-18]. （原始内容存档于2016-03-04）.
39. ↑  . Vintage Aviation News. 2013-03-19  [2011-02-08]. （原始内容存档于2024-06-22）.
40. ↑  .   [2011-02-08]. （原始内容存档于2024-05-07）.
41. ↑  . Military Aviation Museum.   [2011-02-08]. （原始内容存档于2024-09-30）.
42. ↑  "Secrets of the Deep:  WWII Beaufighters" Season 2 Episode 1 - available here on YouTube （页面存档备份，存于）